# Circé (Marvel comics)
Pour les articles homonymes, voir Circé (homonymie).
Circé (« Sersi » en version originale) est une super-héroïne évoluant dans l'univers Marvel de la maison d'édition Marvel Comics. Créé par Jack Kirby, le personnage de fiction apparaît pour la première fois dans le comic book Strange Tales #109 en juin 1963.
Le personnage eut droit à un retcon (intégration rétroactive dans la continuité des comics Marvel) la faisant devenir la Circé apparue dans Strange Tales #109.

## Biographie du personnage

### Origines
Circé fait partie des Éternels de la quatrième génération. Fille d'Hélios et de Perse, elle est née après le Cataclysme qui fait sombrer Atlantis et la Lémurie, après un long âge de glace. Dès son plus jeune âge, Circé veut vivre en compagnie des humains. Enfant (ayant déjà plusieurs milliers d'années), elle rencontre Captain America en Mésopotamie, lors d'un voyage temporel.
Quelques millénaires après, elle part vivre en Grèce, où le poète Homère écrivit l’Odyssée en se basant sur une de ses aventures. On retrouve des traces de sa présence dans le passé de l'Humanité, à Rome sous le règne de Néron, ou encore à Camelot où elle était l'amie de Merlin. Elle a une relation suivie et très forte avec l'Éternel Makkari.
Vers la fin du XXe siècle, Circé vit une vie d'hédoniste aux Etats-Unis. Refusant de participer aux rassemblements d'Éternels, elle est amenée de force par les frères Delphi et Domo. C'est à cette occasion qu'elle rencontra la Guêpe et Starfox (un Éternel de Titan, neveu de Zuras). Les Éternels décident de partir vivre dans l'espace, mais Circé préfère rester sur Terre.

### Membre des Vengeurs
Circé se lie avec les Vengeurs et combat le dieu Seth et les Déviants. C'est Captain America qui lui demande d'intégrer l'équipe de super-héros.

### Les machinations de Proctor
Elle a une liaison avec le Chevalier noir Dane Whitman et est un élément essentiel pour repousser les Fratres, des guerriers aliens. Mais sa nature commence alors à changer et elle montre une agressivité relative, en tuant l'Intelligence suprême (en) lors de la guerre Kree-Shi'ar (il s'avère que l'Intelligence survit à l'attaque). Sa violence entraine des problèmes avec ses coéquipiers, de même que les machinations de Proctor (le Chevalier Noir d'une dimension alternative qui compte tuer toutes les Circé). Ce dernier utilise ses pouvoirs pour la rendre folle et attaquer les Vengeurs.
Au même moment, Ikaris, Arex et Sprite arrivent à New York avec ordre de la ramener à Olympia, car ils craignaient qu'elle souffre du Mahd W'yry, une maladie mentale provoquée par la longévité accrue des Éternels. Les Vengeurs et les Éternels s'affrontent jusqu'à ce que Sprite propose une solution. Le Chevalier Noir devient le Gann Josin (âme-sœur) de l'Éternelle (alors qu'il était désormais attiré par Crystal.
Les Vengeurs n'ont pas le temps de souffler, car ils affrontent ensuite le mutant Exodus, puis Ghaur (en) le Déviant. Mais la santé mentale de Circé se détériore toujours plus, toujours manipulée par Proctor. Souffrant de cauchemars, sa vie devient un enfer. Elle est accusée du meurtre de deux policiers, changés en pierre. Découvrant les sentiments de Whitman pour Crystal, elle détruit une partie du Manoir des Vengeurs, et le pont de Brooklyn, avant de casser le lien mental qui l'unissait au Chevalier Noir.
Elle est à ce moment contactée par Proctor, et les Vengeurs alliés à quelques Éternels affrontent le fou. Finalement, Ute, un Gardien prisonnier de Proctor se sert des derniers instants de sa vie pour réparer les dégâts causés aux diverses réalités. Circé et le Chevalier Noir partent dans une dimension inconnue, pour qu'elle puisse restaurer son esprit troublé.

### Le retour
Lors de leur voyage à travers les dimensions, les amants se retrouvent dans le passé, au temps des Croisades. Ils affrontent Bennet du Paris, le futur Exodus.
Revenus dans le présent, le couple est séparé. Le Chevalier Noir se retrouve à New York, où il découvre les ravages d'Onslaught. Il rejoint les Heroes for Hire. Circé atterrit en Lémurie, d'où elle s'échappe pour retrouver Whitman. Le duo déjoue le plan de Ghaur, puis se sépara.
Circé retourne donc à Olympia, où elle aide les Vengeurs à vaincre la fée Morgane, et y reste. Elle reprend une fonction de guerrière et lutte contre les Déviants.

### Les Éternels (2006)
À la suite d'une machination du jeune Sprite, la réalité est modifiée et les Éternels se retrouvent éparpillés sur Terre, avec de nouvelles vies, normales. Organisatrice de soirées, Circé est engagée par Druig, le premier ministre de Vorozheika. Iron Man retrouve Circé à cette occasion et lui demande de s'enregistrer (après les évènements de Civil War). Il s'avère que tous les détails parlant des Éternels avaient disparu des bases de données, grâce à Sprite...
Le plan de Sprite est finalement déjoué par les Éternels.

### Une mort pour une vie
Dans la série de 2008, pour combattre Druig, Circé sacrifie sa vie dans le but de ressusciter son amant Makkari, tué par Ajak jaloux de son pouvoir de communication avec le Céleste Rêveur. 

Alors qu’une guerre fait rage entre Mutants et Eternels, un nouveau Céleste est libéré : le Progenitor . Celui-ci veut juger tous les habitants de la Terre, ce qui pourrait provoquer sa destruction. Il tue alors Circé  qui essayait de le convaincre d’épargner la planète, rendant de plus sa résurrection impossible.

## Pouvoirs et capacités
Circé, en tant que membre de la race des Éternels, possède tous les pouvoirs innés de cette espèce, ce qui lui permet d'utiliser l'énergie cosmique pour divers effets. Elle n'est jamais malade, ne vieillit pas et ne peut être tuée que par la dispersion d'une grande partie de ses molécules sur une vaste distance.
Circé a passé des millénaires à canaliser son pouvoir sur la transformation, faisant d'elle une sorcière de légende. C'est la plus puissante des Éternels en matière de transmutation et de l'altération de la structure moléculaire de la matière. Au fil des siècles, elle a aussi appris de nombreuses langues, danses et cultures.
- Circé peut voler dans les airs, générer des rafales d'énergie de ses mains ou de ses yeux et possède une force surhumaine.
- Elle peut aussi se déplacer en lévitant ou en se téléportant, avec sept passagers au maximum.
- N'étant pas une véritable guerrière, elle utilise aussi fréquemment des pouvoirs d'hypnotisme et d'illusion au combat.
- Ses pouvoirs de télékinésie et de télépathie sont de bon niveau, bien qu'elle ne puisse pas lire l'esprit des Déviants.

## Apparitions dans d'autres médias
Dans l'univers cinématographique Marvel, le personnage apparaît pour la première fois dans le film Les Éternels (Eternals) de Chloé Zhao, en 2021. Elle est incarnée par Gemma Chan, et varie quelque peu de la version des comics.
Nommée Sersi, elle est présentée comme profondément attachée à la race humaine. Ses pouvoirs consiste à transformer les éléments en d'autres, comme la pierre en eau ou le métal en pierre. Elle entretient une romance avec Icarus (Richard Madden) durant la majeure partie de son temps passé sur terre. Après le « blip » provoqué par Thanos, elle vit à Londres en compagnie de Sprite (Lia McHugh) et a une relation avec Dane Whitman (Kit Harington).